# Quốc huy Bhutan
Quốc huy Bhutan (Dzongkha: རྒྱལ་ཡོངས་ལས་རྟགས་;Wylie: rgyal-yongs las-rtags) duy trì một số yếu tố của quốc kỳ Bhutan, với nhiều biểu tượng khác nhau, và chứa nhiều biểu tượng Phật giáo.
Mô tả chính thức như sau:
"Biểu tượng quốc gia, là một vòng tròn, bao gồm 2 gậy sấm kim cương (dorje) đặt trên hoa sen, nổi lên là viên đá quý và phần khung là 2 con rồng. Gậy sấm thể hiện sự hài hòa giữa quyền lực thế tục và tôn giáo. Hoa sen  thể hiện sự tinh khiết; viên ngọc quý đại diện cho chủ quyền; và 2 con rồng cho nam và nữ, đứng tên quốc gia mà họ tuyên bố với tiếng nói lớn họ, sấm sét." Nó cũng được biết đến với những màu biểu trưng của huy hiệu với vàng, xanh dương, đỏ vv...